# Jodenrijtje
Het Jodenrijtje is een steeg in het centrum van de Nederlandse stad Utrecht. De steeg is toegankelijk via poortjes naast de Oudegracht 135 en de Bakkerstraat 20. 

Vrijwel alle bebouwing in de steeg is omstreeks 1976 gesloopt ten behoeve van de bouw van een HEMA-filiaal tussen de Steenweg en de Oudegracht. In het Jodenrijtje bevindt zich nog een huis uit de 16e eeuw. Het had voorheen huisnummer 1 maar rond het eind van de 20e eeuw werd het samengetrokken met het pand aan de Bakkerstraat 10. Het 16e-eeuwse huis is een gemeentelijk monument.
De steeg is anno 2010 geen officiële straat maar wel is er een officieel straatnaambordje geplaatst en in het plaveisel is een steen aangebracht met de naam Jodenrijtje erop.